# Orde van Thingaha
De Orde van Thingaha, in het Birmees "Thu Dhamma Thingaha" geheten, is een Birmaanse orde van verdienste met drie klassen en twee divisies; militair en civiel.
Het lint van de Militaire Divisie is lichtgeel met twee dunne bruine strepen langs de rand.
Het lint van de Civiele Divisie is bruin met twee dunne lichtgele strepen langs de rand.

## Decoranti
- Haile Selassie, Grootcommandeur in 1958
- Zhou Enlai, Grootcommandeur
- Louis Mountbatten, Grootcommandeur in 1956
- Josip Broz Tito, Grootcommandeur